# Örsjön, Jämtland
Örsjön är en sjö i Ragunda kommun i Jämtland och ingår i Ångermanälvens huvudavrinningsområde. Sjön har en area på 0,0981 kvadratkilometer och ligger 387,8 meter över havet.

## Delavrinningsområde
Örsjön ingår i det delavrinningsområde (701261-153593) som SMHI kallar för Ovan Kvarnbäcken. Medelhöjden är 384 meter över havet och ytan är 49,7 kvadratkilometer. Det finns inga avrinningsområden uppströms utan avrinningsområdet är högsta punkten. Finnån som avvattnar avrinningsområdet har biflödesordning 4, vilket innebär att vattnet flödar genom totalt 4 vattendrag innan det når havet efter 90 kilometer. Avrinningsområdet består mestadels av skog (80 procent) och sankmarker (14 procent). Avrinningsområdet har 0,1 kvadratkilometer vattenytor vilket ger det en sjöprocent på 0,2 procent.